# Ludwig Thumshirn
Ludwig Thumshirn (* 5. Dezember 1896 in Weißenburg in Bayern; † 21. Februar 1971 ebendort) war ein deutscher Kommunalpolitiker (SPD). Nach dem Zweiten Weltkrieg wurde er von den Amerikanern als Landrat eingesetzt. Von 1949 bis 1960 war Thumshirn Oberbürgermeister der bis zur Gebietsreform in Bayern 1972 kreisfreien Stadt Weißenburg in Bayern.

## Leben
Thumshirn wurde im Dezember 1896 in Weißenburg geboren. Er gründete im Jahr 1920 die Wohnungsbaugenossenschaft Eigenheim. Während des Nationalsozialismus wurde er aus seinem Beamtendienst verwiesen und mehrmals aufgrund seiner politischen Tätigkeit verhaftet sowie im  Konzentrationslager Dachau interniert.
Nach dem Zweiten Weltkrieg wurde er von den Amerikanern als Landrat des Landkreises Weißenburg in Bayern eingesetzt. Er setzte sich bei den Kommunalwahlen am 25. April 1948, am 30. März 1952 und am 18. März 1956 gegen seine Mitbewerber durch. Am 27. März 1960 verlor er bei der Kommunalwahl gegen Horst Lenz. Zuvor hat er im Wahlkampf mit Blick auf die Herkunft von Lenz unter anderem geäußert: „Soll die fränkische freie Stadt Weißenburg zum 600-jährigen Jubiläum ihrer Freiheit an der Spitze der Stadtverwaltung nur noch von Preußen und Sachsen regiert werden?“ Thumshirn verstarb im Alter von 74 Jahren in seiner Heimatstadt.
Er hatte einen gleichnamigen Sohn Ludwig (16. Juni 1921–10. Mai 2015), der ebenfalls Mitglied der SPD war.

## Würdigung
Nach seinem Tode wurde in Weißenburg die Ludwig-Thumshirn-Straße nach ihm benannt.